# Pokrovskoïe (oblast de Tioumen)
Pokrovskoïe (en russe : Покровское) est un village (selo) situé dans l'oblast de Tioumen en Russie.
C'est le lieu de naissance de Grigori Raspoutine. 

## Histoire
Raspoutine y naquit en 1869, et y vécut une partie de sa vie avant de partir en pèlerinage, puis à Saint-Pétersbourg. Il y reviendra pour construire une maison plus luxueuse que les autres et se vanter auprès des villageois. Plus tard, il y subira une tentative d'assassinat par une mendiante, Khionia Gousseva, le 29 juin 1914.